# Ko de Boswachtershow
De Ko de Boswachtershow was een Nederlands kinderprogramma van de AVRO, bedacht en vormgegeven door Burny Bos. Het programma begon als radioprogramma op Hilversum 3 (het latere 3FM) en keerde na een aantal jaren pauze in aangepaste vorm terug als televisieprogramma op Nederland 1.

## Personages en verhaal

### Personages
De Ko de Boswachtershow draaide om de belevenissen en verhalen van dierenvriend en boswachter Ko, zijn vriend en postbode Anton Gleuf, en - in mindere mate - zijn vriendin Joke.
Ko is een natuurminnende boswachter, die woont in een gezellig huisje in het Bosbessenbos. Hij is een positief en vriendelijk mens; de enige krachtterm die hij gebruikt, is "alle konijnenkeutels". Postbode Anton Gleuf is de beste vriend van Ko, en Ko en Anton beleven samen allerlei avonturen. In tegenstelling tot natuurmens Ko is Anton Gleuf echter vooral geïnteresseerd in materieel genot. Daardoor liggen Ko en Anton regelmatig met elkaar overhoop. Het vriendinnetje van Ko, Joke, is werkzaam in de meubelindustrie. Ko vindt Joke erg aardig, maar ze heeft één groot gebrek: ze wil niet koken voor Ko.

### Verhaal

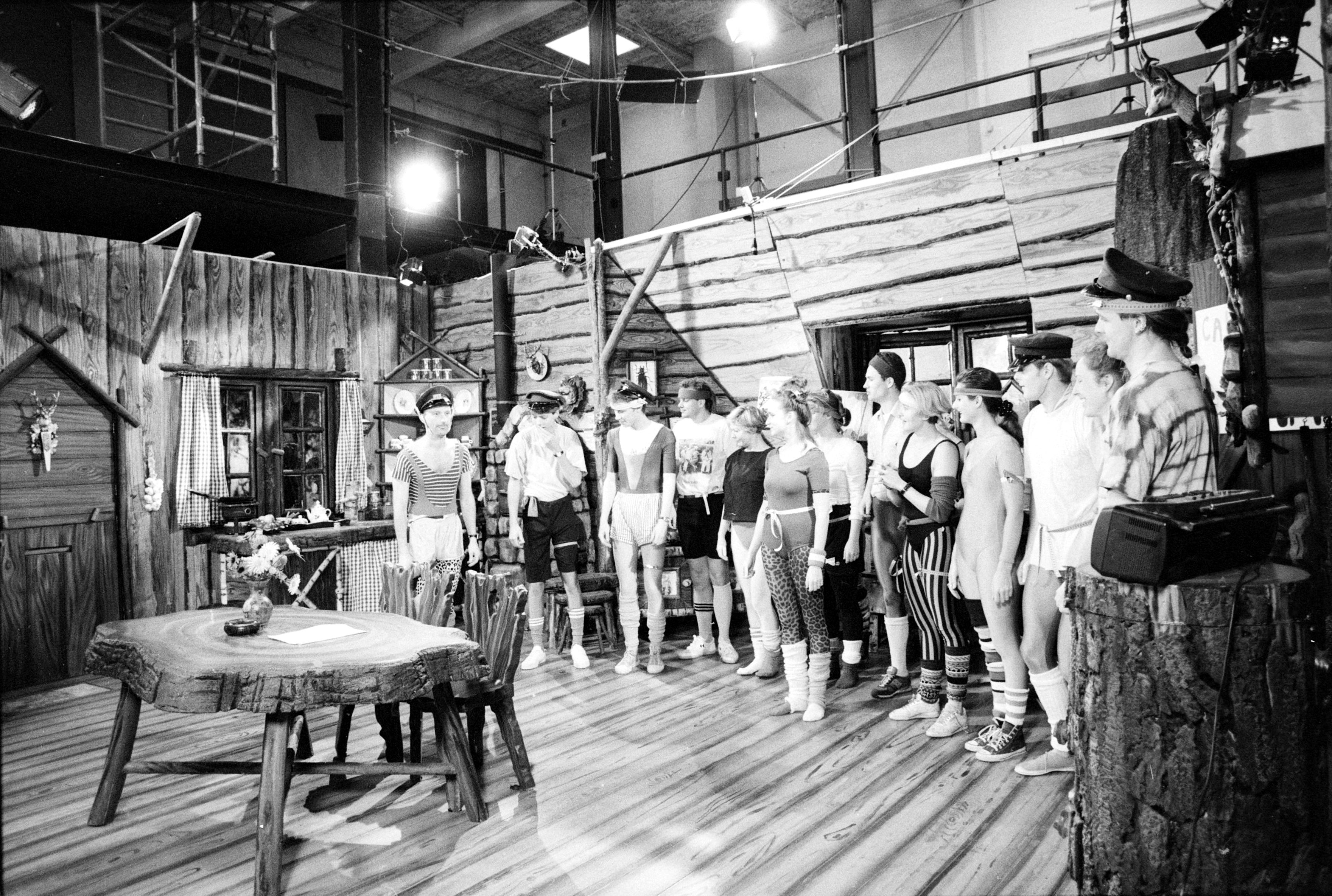
De boswachtershut in de studio, tijdens opnames in 1991. Paul Kooij uiterst links. (Noord-Hollands Archief / Fotoburo de Boer)

In 1974 kreeg Ko een radioprogramma op Hilversum 3, waarin hij kinderen op een luchtige manier kennis liet maken met de natuur en met al zijn persoonlijke perikelen met Anton Gleuf en Joke. Dit hield Ko vol tot hij in 1984 besloot om te gaan acteren in Amerika. Jarenlang werd er vervolgens niets van Ko vernomen, tot hij in 1990 plotseling terugkeerde naar Nederland, om zijn in Amerika opgedane camera-ervaring in te zetten voor een nieuw televisieprogramma, met zijn vriend Anton als assistent. Ko en Anton presenteerden de nieuwe show vanuit een oude boswachtershut in het Bosbessenbos. In en om de boswachtershut beleefden Ko en Anton vervolgens allerlei avonturen, werden ze bezocht door een groot aantal verschillende dieren en bekende Nederlanders, en kregen ze het regelmatig aan de stok met de regering en de kabouters uit het Bosbessenbos.

## Achtergrond
In 1974 zocht Boudewijn Klap - toenmalig hoofd jeugdzaken bij de AVRO - naar een geschikte opvolger voor het langlopende radioprogramma Kleutertje Luister. Hij zocht contact met oud-schoolgenoot Burny Bos, om samen ideeën te ontwikkelen voor nieuwe kinderprogramma's op de radio. Bos kwam vervolgens met een script voor "Ko, de Boswachter", een radioprogramma over de natuur, geschikt voor kinderen en hun ouders. Bos was zelf niet persé een natuurfreak, maar haalde zijn ideeën uit boeken over de natuur en uit encyclopedieën. Oorspronkelijk zou de rol van Ko ingenomen worden door een acteur, maar Klap stelde voor om Bos de rol van Ko zelf te laten spelen. En zo geschiedde. Toen de AVRO er medio 1974 op Hilversum 3 op zondagochtend een uur zendtijd bij kreeg, werd het nieuwe programma Ko de Boswachter ingepland. Het werd daarmee het eerste natuurprogramma op de Nederlandse radio. De daadwerkelijke opvolger voor Kleutertje Luister werd ook een productie van Bos, en zou in 1976 volgen, met de titel Radio Lawaaipapagaai.
De Ko de Boswachtershow werd, zo vermoedden de makers, in het eerste jaar niet direct heel goed beluisterd, gezien het tijdstip van 7 uur 's ochtends op de zondagmorgen. Toch ontving het radioprogramma in 1975 al een eervolle vermelding tijdens de uitreiking van de Zilveren Nipkowschijf.
In het voorjaar van 1979 werd de Ko de Boswachtershow verplaatst van 7 naar 8 uur 's ochtends, en werd het programma ingekort naar een half uur. De bekendheid van de show nam door de jaren heen toe, zodanig dat uit een luisteronderzoek van 1981 volgde dat de Ko de Boswachtershow na Radio Lawaaipapagaai het op een na bekendste radioprogramma voor kinderen was.
De Ko de Boswachtershow stopte toen Bos in 1984 van de AVRO overstapte naar de VPRO om daar de jeugdtelevisieprogramma's te gaan vormgeven. Zodra zijn contract met de VPRO in 1989 afliep, werd hij opnieuw door Boudewijn Klap benaderd voor het maken van kinder- en jeugdprogramma’s voor de AVRO. Een van de eerste ideeën was vervolgens om opnieuw een Ko de Boswachtershow te maken, maar deze keer voor televisie. Het programma verscheen in 1990 voor het eerst op de buis in een kinderblok op de middag. In 1992 verhuisde het naar de zaterdagochtend als onderdeel van Alles Kits, het nieuwe kindermatinee van de AVRO, NCRV en de KRO.

## Inhoud

### Radioprogramma
Het radioprogramma "Ko de Boswachtershow" bestond uit het vertellen van verhalen door Ko de Boswachter, afgewisseld met muziek. De teksten voor het programma schreef Bos samen met Sjoerd Kuyper en Gerard Brands. Vaste onderdelen waren onder meer een verhaal op een thema uit een kinderliedje, een verhaal over dieren en de natuur, de avonturen die Ko de afgelopen week beleefd had met Anton Gleuf, en de rubriek "Beesten in het Nieuws", een rubriek met ingezonden brieven van kinderen over dieren. De Houthakkers vormden van 1976 tot 1983 het huisorkest van het radioprogramma, met originele liedjes over dieren en de natuur. Joke, enige tijd de vriendin van Ko, werd gespeeld door Wieteke van Dort. In 1978 nam Van Dort in haar rol van Joke het programma vier maanden voor Bos waar, waarbij het programma tijdelijk was omgedoopt tot de Jo de Boswachtershow.

### Televisieprogramma

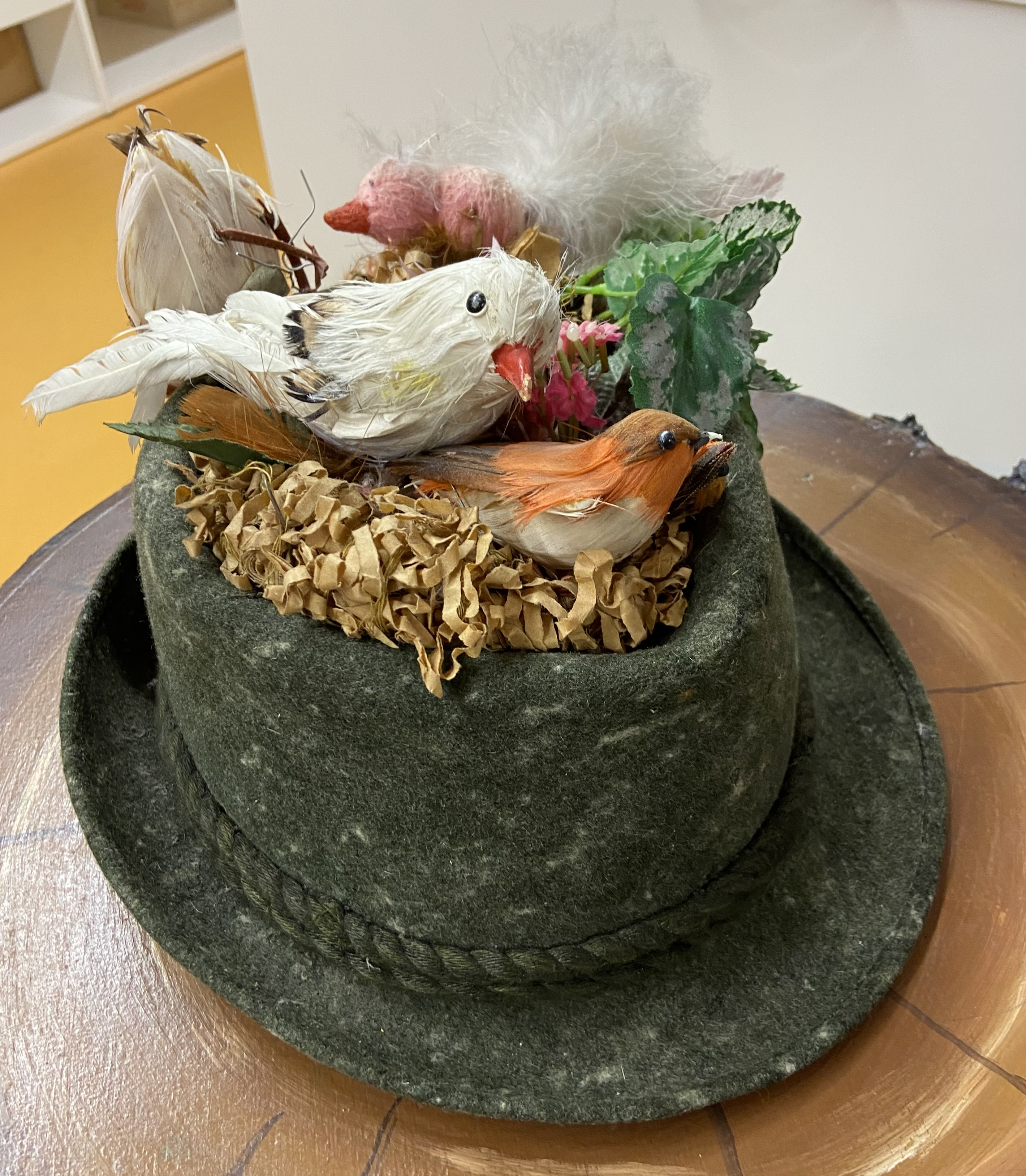
Het hoedje van Ko de Boswachter zoals te bezichtigen in het instituut voor Beeld & Geluid in Hilversum

In het televisieprogramma "Ko de Boswachtershow" kroop Bos opnieuw in de rol van Ko. Toneelacteur Paul R. Kooij werd aangetrokken als postbode Anton Gleuf, en actrice Beppie Melissen werd de nieuwe Joke. Het programma bestond uit verschillende onderdelen, waaronder het Huisdier van de week waarin kinderen in de stijl van Achterwerk in de kast hun huisdier konden laten zien, Beesten in het Nieuws, en Anton Gleufs Videopost waarin brieven werden voorgelezen en video's werden getoond die door kinderen waren ingestuurd. Daarnaast werden er natuurfilmpjes vertoond die door Ko van verklarend commentaar werden voorzien, en die vaak een relatie hadden met de avonturen van Ko en Anton. Wanneer er bekende Nederlanders als gasten op bezoek kwamen in de boswachterswoning, werden ze getrakteerd op een ferme punt appeltaart. Zo waren onder meer Herman Brood, Huub van der Lubbe, Loes Luca en Angela Groothuizen te gast. In het laatste seizoen persifleerde cabaretier Remko Vrijdag politicus Elco Brinkman.
De Ko de Boswachtershow werd uitgezonden van 1 oktober 1990 tot 4 juni 1994. Er zijn in totaal 113 afleveringen gemaakt, in 2003 zijn de 13 afleveringen van het laatste seizoen op dvd uitgebracht.

## Herkenningsmelodie
De oorspronkelijke herkenningsmelodie waarmee het radioprogramma geopend werd, was ontleend aan de eerste paar maten van het nummer "High Time" van de Amerikaanse componist Henry Mancini. Later, toen het programma inmiddels niet meer vanaf zeven, maar vanaf acht uur 's ochtends werd uitgezonden, wijzigde de herkenningsmelodie naar een liedje over een kanariepietje dat een melodietje uit de Ko de Boswachtershow fluit. Deze herkenningsmelodie werd voor het televisieprogramma, dat aanvankelijk op de late maandagmiddag werd uitgezonden, grotendeels hergebruikt. Het betreffende gevogelte zat in deze versie echter niet langer ‘s zondags voor achten bij de kast van de radio te wachten, maar - moet je weten - des maandags voor 't eten bij de kast van de video. Later werd de herkenningsmelodie generieker gemaakt, zonder specifieke dag of tijd te noemen, en keek het vogeltje op zijn klokje om van zijn stokje op de kast van de video te hippen.

## Uitgaven

### Audiocassettes
- Ko de Boswachter - Dieren om je Huis (1983)

### Elpees
- De plaat van Ko de Boswachter (lp 1975)
- Ko de Boswachter presenteert: Beesten in het nieuws

### Boeken
- Het boek van Ko de boswachter (Querido, 1975), door Burny Bos, Sjoerd Kuyper en Gerard Brands. Met illustraties van Thé Tjong-Khing (ISBN 9789021413211)
- Ko de Boswachter (Leopold, 1983), door Burny Bos. Met illustraties van Gitte Spee (ISBN 9789025831226)
- Beesten in het nieuws (Leopold, 1985), door Burny Bos. Met illustraties van Gitte Spee (ISBN 9789025831240)
- Een boswachter in de sneeuw (Leopold, 1989), door Burny Bos. Met illustraties van Gitte Spee
- Het klein beestenboek van Ko de Boswachter (Leopold, 1995), door Burny Bos. Met illustraties van Gitte Spee (ISBN 9789025831677)

### Dvd
- Ko de Boswachtershow, het beste uit het bos! deel 1
- Ko de Boswachtershow, het beste uit het bos! deel 2
- Ko de Boswachtershow, het beste uit het bos! 21 maart 2012